# ليه ويبر
ليه ويبر (بالإنجليزية: Les Webber)‏ هو لاعب كرة قاعدة أمريكي، ولد في 6 مايو 1915 في كيلسيفيل في الولايات المتحدة، وتوفي في 13 نوفمبر 1986 في سانتا ماريا في الولايات المتحدة.

## وصلات خارجية
- ليه ويبر على موقع دوري كرة القاعدة الرئيسي (الإنجليزية)
- ليه ويبر على موقعبيزبول رفرنس.كوم (الدوري الرئيسي) (الإنجليزية)
- ليه ويبر على موقعبيزبول رفرنس.كوم (الدوري الثانوي) (الإنجليزية)